# Parc Durocher
Le parc Durocher est un parc urbain situé dans le quartier Saint-Sauveur de la ville de Québec au coin des rues de Carillon et St-Vallier Ouest. Un espace vert qui comprenait un terrain de jeux, mais qui a été enlevé après la démolition du centre Durocher. Après la démolition, il reste encore un kiosque de service, un jeu d’eau et un sentier de glace qui constituent ce lieu de rassemblement et d’animation. Divers événements s'y déroulent. En été, on retrouve en plus d'une journée multiculturelle, le marché public, les évènements St-Sauveur en fleurs et St-Sauveur en fête de même qu'un cinéma en plein air. À l'automne, habituellement en novembre, parents et enfants peuvent assister à la parade des jouets, un défilé avec chars allégoriques et fanfare racontant l'histoire de Noël. Durant l'hiver, un sentier de glace y est animé et, au printemps, une cabane à sucre accueille les gens.